# Jean Turc
 (septembre 2013).
Jean Turc, né le 26 novembre 1923 à Angers et mort le 14 décembre 2005, est un homme politique français. 
Père de deux enfants, Jean Turc est chevalier de la Légion d’honneur et officier des Palmes académiques. Il est député du groupe Indépendants et paysans d'action sociale de 1956 à 1962, et maire d'Angers de 1963 à 1977. Il est chef d'entreprise familiale (Ernest Turc) dans l'horticulture. 

## Biographie
Jean Turc suit toutes ses études à Angers, au lycée David-d'Angers puis à l’Institution Saint-Julien. 
Il entre ensuite à l’Université catholique, où il étudie le droit, puis à l’École libre des sciences politiques à Paris. Une fois accompli son service militaire à l’École du génie (Angers), il devient horticulteur, prend part à la direction de l’entreprise familiale, et exerce des responsabilités dans ce secteur, notamment comme président de la section de bulbiculture à la Fédération nationale des producteurs horticoles et en tant qu’expert représentant les producteurs au groupement national des semences auprès du ministère de l’agriculture. 
Il entre au conseil municipal d’Angers en 1953 et est élu conseiller général du Maine-et-Loire pour le canton sud-est de la ville deux ans plus tard.

## Carrière politique
C’est à cette occasion qu’il fait créer Anjou-Presse, journal dont la parution est assurée à l’occasion des principales élections de 1955 à 1964. Jean Turc y présente ses professions de foi, les listes de ses soutiens mais aussi quelques articles sur la situation locale ou, plus polémiques, en faveur de l’enseignement privé ou contre le « danger communiste ».
Le 2 janvier 1956, Jean Turc est en tête de la liste d’union des Indépendants et paysans d'action sociale. La campagne porte avant tout en Maine-et-Loire sur la question scolaire et le vote de la loi Barangé comme les prises de position du clergé et de la presse locale jouent en faveur des partisans de l’enseignement confessionnel. Jean Turc synthétise ses positions par une formule claire : « Votez Pinay en votant liste Jean Turc ». L’apparentement conclu entre sa liste et celles du MRP, du CNI et des Républicains sociaux permet d’obtenir la majorité absolue des suffrages exprimés et les six sièges à pourvoir. Arrivé en quatrième position, avec 28 590 des 254 739 suffrages exprimés, Jean Turc est élu aux côtés de trois MRP, un Républicain social (gaulliste) et un autre Indépendant.
Membre du groupe des indépendants et paysans d’action sociale, il est nommé à la commission des boissons dès le début de son mandat et à celle de la production industrielle et de l’énergie en novembre 1957. Pendant l’année 1957, il propose une loi pour indemniser les fonctionnaires et agents français expulsés d’Égypte, une autre pour réglementer la façon dont les médias rendent compte des crimes et délits commis par des mineurs et, élu du Maine-et-Loire, une loi visant à indemniser et dégrever d’impôts les sinistrés par les gelées tardives ayant affecté son département.
Au cours de son mandat, Jean Turc s’abstient lors de l’investiture de Guy Mollet, vote la ratification des traités instituant la Communauté économique européenne et la Communauté européenne de l’énergie atomique (9 juillet 1957), accorde sa confiance à Maurice Bourgès-Maunoury (12 juin 1957) comme à Félix Gaillard (5 novembre 1957). S'il lui accorde les pouvoirs spéciaux en Algérie (12 novembre), il ne prend pas part au vote sur les institutions de l'Algérie (29 novembre) avant de contribuer à la chute du cabinet (15 avril 1958). Il vote contre l'investiture de Pierre Pflimlin (13 mai) de même qu’il s’oppose à la révision de certains articles de la Constitution (27 mai). Le 1er juin 1958, il se prononce pour l’investiture du général de Gaulle et, le lendemain, lui accorde les pleins pouvoirs et approuve la révision constitutionnelle.
Réélu aux élections législatives de novembre 1958 dans la 2e circonscription du Maine-et-Loire (Angers sud-est), il prend parti pour l'Algérie française et contre l'élection du président de la République au suffrage universel; il perd son siège en 1962 au profit de l’UNR Jean Foyer élu au premier tour, à la suite de la dissolution de l’Assemblée nationale prononcée après la censure du gouvernement Pompidou qu’il avait votée. Il tentera de revenir au Palais Bourbon, sans plus de succès, lors des élections de juin 1968.
Ces échecs aux élections nationales ne l’empêchent pas de succéder comme maire d'Angers à l’UNR Jacques Millot, décédé en 1963 et d’être reconduit à la tête de la cité angevine en 1965 et 1971. En 1977, alors que son premier adjoint, Auguste Chupin (CDS) avait annoncé sa candidature à la mairie, avec le soutien du député RPR Jean Narquin, il choisit de ne pas se représenter. Le socialiste Jean Monnier est élu maire d'Angers. Jean Turc fut également conseiller général de l'un des cantons d'Angers de 1955 à 1998. 

## Œuvres
C'est sous sa mandature qu'ont eu lieu la construction de nouveaux quartiers collectifs tels que le quartier Saint-Michel, la ZUP de La Roseraie, la démolition des anciennes halles et la rénovation du quartier République ou la création du lac artificiel du Lac de Maine.

## Hommages
Une promenade a été créée en son honneur (promenade Jean-Turc), longeant le château d'Angers.

## Distinctions
- Chevalier de la Légion d'honneur
- Officier de l'ordre des Palmes académiques

## Sources
- Site de l'Assemblée Nationale